# Semën Kolobaev
Semën Aleksandrovič Kolobaev (in russo Семён Александрович Колобаев?; traslitterazione anglosassone Semyon Aleksandrovich Kolobayev; Mosca, 22 agosto 1976) è un ex slittinista russo.

## Biografia
Iniziò a gareggiare per la nazionale russa nelle varie categorie giovanili senza però cogliere risultati di particolare rilievo.
A livello assoluto esordì in Coppa del Mondo nella stagione 1995/96; gareggiò esclusivamente nel doppio ed in carriera non conquistò alcun podio in Coppa.
Partecipò ad una edizione dei Giochi olimpici invernali, a Nagano 1998, dove giunse decimo nella specialità biposto in coppia con Al'bert Demčenko.
Prese parte a due edizioni dei campionati mondiali, cogliendo il suo miglior risultato nel doppio ad Altenberg 1996, occasione in cui concluse al quarto posto in coppia con Demčenko, mentre nelle prove a squadre terminò in quinta posizione ad Igls 1997. Nelle rassegne continentali vinse una medaglia di bronzo nel doppio a Sigulda 1996 insieme ad Al'bert Demčenko e giunse quarto nella gara a squadre nella stessa manifestazione lettone.
Si ritirò dalle competizioni nel 2000, a soli ventiquattro anni di età, a causa di un incidente automobilistico in cui rimase gravemente ferito al costato e che lo costrinse ad abbandonare l'attività agonistica.

## Palmarès

### Europei
- 1 medaglia:
  - 1 bronzo (doppio a Sigulda 1996).